# Strumella griseola
Strumella griseola är en svampart som beskrevs av Höhn. 1903. Strumella griseola ingår i släktet Strumella och familjen Sarcosomataceae.   Inga underarter finns listade i Catalogue of Life.